# Hambletonian 10
Hambletonian 10, eller Rysdyk's Hambletonian, född 5 maj 1849 i Sugar Loaf i New York, död 27 mars 1876, var en amerikansk travhäst och räknas som den amerikanska sulkyhästens fader. Hambletonian 10 valdes 1953 in i United States Harness Racing Hall of Fame, under kategorin "Immortals". Travloppet Hambletonian Stakes körs till dennes ära.

## Ursprung och tidiga år
Hambletonian var framavlad av Jonas Seely, Jr. på sin gård i Sugar Loaf, New York. Fadern hette Abdallah, som var barnbarn till det Engelska fullblodet Messenger, som var en mycket framstående avelshäst. Mamman var Charles Kent Mare eller "Kent Mare" efter hästen Bellfounder, en importerad Norfolktravare.
William Rysdyk som jobbade hos Seely, skötte om både Hambletonian och hans mamma. Rysdyk blev så fäst vid paret och var så övertygad om att fölet skulle bli bra att han bad att få köpa dem. Seeley gick med på att sälja hästarna för 125  dollar. 

## Tiden som tävlingshäst
Hambletonian 10 gjorde sitt första offentliga framträdande vid sex månaders ålder på den närliggande Orange County Fair i Goshen, New York. Under denna tid var en annan son till Abdallah, Abdallah Chief ansedd som kullens topp. Seeley C. Roe som ägde Abdallah Chief hade ingenting annat än förakt för Hambletonian, och hävdade att han aldrig skulle duga som travhäst, utan bara som showhäst. Denna fråga avgjordes 1852 på Long Island's Union Course. Hambletonian och Abdallah Chief gjorde upp, med respektive ägare som kusk. Tre minuter och tre sekunder efter starten korsade Hambletonian mållinjen framför sin rival. Roe var fortfarande inte övertygad och krävde revansch. Hästarna skulle klockas med tidtagarur över distansen en engelsk mil. Abdallah Chief klockades först, och gick i mål på 2 minuter och 55 sekunder. När det blev Hambletonians tur att klockas, sprang han i mål på 2 minuter och 48 sekunder.

## Tiden som avelshingst
Hambletonian 10 började sin avelskarriär vid två års ålder när Rysdyk lät honom betäcka fyra ston. Hambletonian 10 verkade i aveln under 1851-1875 och lämnade efter sig totalt 1331 föl. De fyra sönerna var George Wilkes (1856), Dictator (1863), Happy Medium (1863) och Electioneer (1868). Utifrån dessa fyra söner utgår sedan alla amerikanska travar- och passgångarlinjer. 

## Död
Hambletonian dog den 27 mars 1876, vid en ålder av 27 år. Både han och hans ägare, som hade dött 1870, begravdes i Chester, New York. Sjutton år efter Hambletonians död placerades ett granitmonument över hans grav. Monumentet var en gåva från massor av folk som hade fina minnen av hästen.

## Hedersbetygelser
Hambletonian Stakes och Hambletonian Oaks körs på Meadowlands Racetrack i augusti varje år som en hyllning till travrasen och travrasens fader. Hambletonian Stakes räknas som världens mest prestigefulla travlopp för treåriga varmblodiga hästar. Även gatan i Chester, New York där de båda är begravda heter Hambletonian Avenue.

## Stamtavla
| Efter Abdallah 1823          | Mambrino† 1806    | Messenger†             | Mambrino†              |
| Efter Abdallah 1823          | Mambrino† 1806    | Messenger†             | Turf Mare†             |
| Efter Abdallah 1823          | Mambrino† 1806    | Sourcrout Mare†        | Sourcrout†             |
| Efter Abdallah 1823          | Mambrino† 1806    | Sourcrout Mare†        | Whirligigg Mare†       |
| Efter Abdallah 1823          | Amazzonia‡ 1810   | Dove†                  | Saratoga†              |
| Efter Abdallah 1823          | Amazzonia‡ 1810   | Dove†                  | Expedition Mare†       |
| Efter Abdallah 1823          | Amazzonia‡ 1810   | Fasdown                | Messenger†             |
| Efter Abdallah 1823          | Amazzonia‡ 1810   | Fasdown                | okänd                  |
| Undan Charles Kent Mare 1834 | Bellfounder‡ 1816 | Old Bellfounder§       | Pretender - Wroots§    |
| Undan Charles Kent Mare 1834 | Bellfounder‡ 1816 | Old Bellfounder§       | Smuggler Mare§         |
| Undan Charles Kent Mare 1834 | Bellfounder‡ 1816 | Velocity‡              | Haphazard†             |
| Undan Charles Kent Mare 1834 | Bellfounder‡ 1816 | Velocity‡              | okänd                  |
| Undan Charles Kent Mare 1834 | One Eve 1815      | Bishop's Hambletonian† | Messenger†             |
| Undan Charles Kent Mare 1834 | One Eve 1815      | Bishop's Hambletonian† | Pheasant†              |
| Undan Charles Kent Mare 1834 | One Eve 1815      | Silvertail             | Messenger†             |
| Undan Charles Kent Mare 1834 | One Eve 1815      | Silvertail             | Black Jin (avel okänd) |

† Engelskt fullblod

‡ Norfolktravare

§ Hackneyhäst